# Poria-Quelle
Koordinaten: 36° 48′ 14″ N, 27° 5′ 53″ O
Die Poria-Quelle (griechisch Πηγή Πωριά Pigí Poriá) befindet sich in etwa in der geographischen Mitte der griechischen Insel Kos am Ortsausgang von Andimachia (auch: Antimáchia) in Richtung Kardamena, etwa 60 Meter nach dem Kreisverkehr in einer natürlichen Senke etwa auf einer Höhe über Meer von 130 m.
Die Poria-Quelle ist mit einer recht aufwendigen Steinumfriedung versehen, welche unter anderem auch dazu dient, das Quellwasser zu sammeln und abzuleiten. Die Quelle versiegt auch an heißen Tagen in der Regel nicht. Dadurch wird ein besonderer Lebensraum um die Quelle (Krenal) für Pflanzen und Tiere geschaffen.
In einem stallähnlichen Gebäude neben der Quelle wird ab und zu zur Weihnachtszeit von den Bewohnern von Andimáchia eine große Weihnachtskrippe aufgestellt.
Die Quelle ist jederzeit frei zugänglich.